# Irena Grzywacz
Irena Grzywacz (ur. 4 lutego 1920 w Bednarach-Kolonii, zm. 24 września 1939 w Miętkiem) – członkini Przysposobienia Wojskowego Kobiet, uczestniczka II wojny światowej, rozstrzelana przez żołnierzy Armii Czerwonej. Absolwentka Gimnazjum Żeńskiego im. Juliana Ursyna Niemcewicza w Łowiczu.

## Życiorys

### Dzieciństwo i młodość
Jej rodzicami byli: kolejarz Władysław Grzywacz i Zofia z Cedrowskich. Miała dwoje młodszego rodzeństwa: brata Ryszarda (ur. 1922 r.) i siostrę Danutę (1926 r.).
W 1932 roku rodzina przeprowadziła się do Łowicza, zamieszkując kolejno przy ul. Kaliskiej 20, Tkaczew 7 i ostatecznie 1 Maja 11. Irena rozpoczęła naukę w Gimnazjum Żeńskim im. Juliana Ursyna Niemcewicza.
Wykazywała zainteresowanie przedmiotami humanistycznymi. Po maturze, którą zdała 26 maja 1939 roku, zamierzała rozpocząć studia dziennikarskie w Warszawie. Należała do paramilitarnej organizacji Przysposobienia Wojskowego Kobiet (PWK), została komendantką hufca szkolnego. Latem 1939 roku  uczestniczyła w obozie PWK w Spale.

### II wojna światowa
Wybuch wojny przekreślił plany wykorzystania kobiet w walce z agresorem, nie zorganizowano bowiem dla nich komórek mobilizacyjnych. Pierwsze dyrektywy na ten temat powstały dopiero podczas ewakuacji rządu i naczelnego dowództwa pod Łuckiem w drugiej dekadzie września. Na początku września 1939 roku Irena wraz z innymi uczniami pełniła dyżury w budynku szkolnym.
Rodzina Grzywaczów z powodu trafienia ich domu niemiecką bombą zamieszkała u krewnych przy ul. Stanisławskiego. Między 9 a 22 września w okolicy Łowicza toczyła się bitwa nad Bzurą. Ireny i jej brata Ryszarda nie było już w mieście, bowiem z grupą harcerzy udali się w kierunku Warszawy.  Po ustaniu działań wojennych Ryszard w cywilnym ubraniu powrócił do Łowicza. Z jego relacji wiadomo, że rozstał się z siostrą w Chełmie Lubelskim, gdzie w tamtejszym szpitalu miała pełnić funkcję sanitariuszki. Dalszy los Ireny  przez długie powojenne lata był nieznany. Rodzina poszukiwała ją za pośrednictwem Międzynarodowego Czerwonego Krzyża, jednakże bez rezultatów.  Dopiero dzięki wspomnieniom ocalonego z bolszewickiej egzekucji żołnierza września kaprala Szczepana Lewandowskiego pochodzącego z Puszczykowa, udało się ustalić dalszy jej los.
Szczepan Lewandowski został zmobilizowany na 3 dni przed wybuchem wojny. Otrzymał przydział do 24. pułku piechoty w Łucku, do którego dotarł 2 września 1939 roku. Jego pułk został skierowany do  Włodzimierza Wołyńskiego i tam rozwiązany. Broń, sprzęt i umundurowanie zatopiono lub spalono. Żołnierze powracający do domów przeprawiali się wpław na lewy brzeg Bugu. Lewandowski z kilkoma kolegami dotarł do wsi Miętkie koło Hrubieszowa (w gminie Mircze). W miejscowym folwarku stacjonowała grupa kilkudziesięciu polskich żołnierzy. 24 września 1939 roku przebywających tam żołnierzy zaatakowali czerwonoarmiści. Potyczka w parku otaczającym dwór trwała kilkadziesiąt minut. Wobec zdecydowanej przewagi przeciwnika polscy żołnierze poddali się. 
Po złożeniu broni Rosjanie oddzielili oficerów i podoficerów od szeregowych. Kapral Szczepan Lewandowski znalazł się w grupie przeznaczonej do egzekucji. Zapamiętał, że w folwarku była też młoda dziewczyna, która zaprotestowała przeciw postępowaniu Rosjan, powołując się na międzynarodowe konwencje humanitarne. Sowieci zlekceważyli jej uwagi i dołączyli ją do grupy prowadzonej do rozstrzelania.
Na polu za folwarkiem rozstrzelali 14 polskich żołnierzy i sanitariuszkę Irenę Grzywacz. Udało się przeżyć dwóm osobom, wspomnianemu kapralowi, który wyszedł z tego zdarzenia bez szwanku oraz podporucznikowi Tadeuszowi Sołtysowi z okolic Rawy Ruskiej, który był ranny w ramię. Po odejściu Rosjan obaj wydostali się spod ciał zabitych i udali się w powrotną drogę do domów. Mieszkańcy Miętkiego pochowali ciała polskich żołnierzy na cmentarzu prawosławnym. Grób był nieoznakowany, ale na pobliskiej mogile wyryto napis, że obok spoczywają rozstrzelani polscy żołnierze. Irenę Grzywacz zakopali obok tego miejsca.
Irena Grzywacz miała przy sobie dokumenty i dlatego mieszkańcy zapamiętali jej nazwisko. 30 kwietnia 2008 roku dokonano ekshumacji. Ponieważ przy żołnierzach nie odnaleziono nieśmiertelników nie udało się ustalić nazwisk wszystkich tam pochowanych. Dokładnie rok później dokonano uroczystego pochówku szczątków ekshumowanych żołnierzy i sanitariuszki z asystą wojskową w Kwaterze Żołnierskiej na cmentarzu w Mirczu. W uroczystości brała udział m.in. młodzież i nauczyciele z Łowicza i Bednar.

## Upamiętnienie
- Pomnik mogiła wojenna na cmentarzu rzymskokatolickim we wsi Mircze poświęcona 30 kwietnia 2009 r. przez Biskupa Polowego WP Tadeusza Płoskę. Spośród pochowanych zidentyfikowano dotąd i wymieniono imiennie jedynie 3 żołnierzy i sanitariuszkę Irenę Grzywacz. Inicjatorem ponownego pochówku zamordowanych przez Sowietów był wójt gminy Mircze Lech Szopiński.

- Na Cmentarzu Kolegiackim w Łowiczu u zbiegu ulic Blich i Seminaryjnej już w czasie drugiej wojny światowej krewni przekonani, że Irena Grzywacz zginęła umieścili tablicę pamiątkową o treści: „Śp. Irena Grzywacz. Zginęła w obronie ojczyzny we wrześniu 1939 r. w 19 – tym roku życia. Cześć Jej pamięci”.
- Nazwisko Ireny Grzywacz znajduje się na tablicy w holu łowickiego muzeum (Stary Rynek 5/7) wśród czterdziestu nazwisk nauczycieli i absolwentów łowickich szkół, którzy oddali życie za Polskę podczas II wojny światowej.
- 10 listopada 2010 roku w 92. rocznicę odzyskania przez Polskę niepodległości uczniowie i nauczyciele Szkoły Podstawowej im. Jana Pawła II przy ul. Al. Legionów Polskich w Bednarach posadzili Dąb Pamięci poświęcony Irenie Grzywacz.
- Powstały dwa wiersze dedykowane młodej sanitariuszce, zatytułowane: "Adres", autorstwa Aleksandry Kamieńskiej [w:] Historia najnowsza Polski w poezji dzieci i młodzieży. Antologia wierszy konkursowych, Białystok 2019, s. 36-37 oraz "Dwa guziki" Bogumiła Liszewskiego[1].

- Dziewiąta Mirecka Drużyna Harcerek „Tajemnica” nosi imię Ireny Grzywacz.